# Grammy Latino de 2007
A 8.ª edição anual do Grammy Latino (ou Grammy Latino de 2007) aconteceu na quinta-feira, 8 de novembro de 2007, no Mandalay Bay Events Center, em Las Vegas, Nevada. O show foi ao ar na Univision. O compositor e cantor dominicano Juan Luis Guerra foi o grande vencedor da noite, ganhando 5 prêmios incluindo Álbum do Ano. Ele foi homenageado como Personalidade do Ano da Academia Latina da Gravação dia antes da cerimônia de premiação.

## Prêmios
Os vencedores estão em negrito.

### Geral
Gravação do Ano
Juan Luis Guerra — "La Llave de Mi Corazón"
- Beyoncé Part. Shakira — "Bello Embustero"
- Miguel Bosé Part. Paulina Rubio — "Nena"
- Gustavo Cerati — "La Excepcion"
- Ricky Martin Part. La Mari e Tommy Torres — "Tu Recuerdo"

Álbum do Ano
Juan Luis Guerra — La Llave de Mi Corazón
- Miguel Bosé — Papito
- Calle 13 — Residente o Visitante
- Ricky Martin — MTV Unplugged
- Alejandro Sanz — El Tren de los Momentos

Canção do Ano
Juan Luis Guerra — "La Llave De Mi Corazón"
- Belinda, Kara DioGuardi e Nacho Peregrin — "Bella Traición" (Belinda)
- Fher Olvera — "Labios Compartidos" (Maná)
- Franco De Vita — "Tengo"
- Mario Domm — "Todo Cambió" (Camila)

Revelação do Ano
Jesse & Joy
- Alejandra Alberti
- Dafnis Prieto
- Leilah Moreno[3]
- Ricky Vallen

### Pop
Melhor Álbum Vocal Pop Feminino
Laura Pausini — Yo Canto
- Ana Belén — Anatomía
- Belinda — Utopía
- Shaila Dúrcal — Recordando...
- Ilona — Allá En El Sur

Melhor Álbum Vocal Pop Masculino
Ricky Martin — MTV Unplugged
- Miguel Bosé — Papito
- Andrés Cepeda — Para Amarte Mejor
- Franco De Vita — Mil y Una Historias En Vivo
- Aleks Syntek — Lección de Vuelo

Melhor Álbum Pop de Duo/Grupo com Vocais
La Quinta Estación — El Mundo Se Equivoca
- Jarabe de Palo — Adelantando
- Jesse & Joy — Esta Es Mi Vida
- Miranda! — El Disco de Tu Corazón
- Porpartes — Solo Paz

### Urbano
Melhor Álbum de Música Urbana
Calle 13 — Residente O Visitante
- Daddy Yankee — El Cartel: The Big Boss
- Orishas — Antidiotico
- Ivy Queen — Sentimiento
- Leilah Moreno - VIP[3]

Melhor Canção Urbana
Eduardo Cabra, Panasuyo e Rene Perez — "Pal Norte" (Calle 13 Part. Orishas)
- Mathieu e Orishas — "Hay Un Son" (Orishas)
- will.i.am, Daddy Yankee e Fergie — "Impacto" (Daddy Yankee Part. Fergie)
- Leilah Moreno, Tchorta Boratto, Cindy - "Levanta a Mão" (Leilah Moreno Part. de Cindy)[3]
- Don Omar e Eliel — "No Se De Ella (My Space)" (Don Omar Part. Wisin & Yandel)
- Tres Coronas e Michael Stuart — "Mi Tumbao (Remix)".

### Rock
Melhor Álbum Vocal Solo de Rock
Fito Páez — El Mundo Cabe En Una Canción
- Belo y Los Susodichos — Pisando Lo Fregao
- Iván Ferreiro — Las Siete y Media
- Rosendo Mercado — El Endemico Embustero y El Incauto Pertinaz
- Ariel Rot — Dúos, Tríos y Otras Perversiones

Melhor Álbum de Rock de Duo/Grupo com Vocais
Los Rabanes — Kamikaze
- Attaque 77 — Karmagedon
- Bengala — Bengala
- La Renga — TruenoTierra
- Panda — Amantes Sunt Amentes

Melhor Canção de Rock
Gustavo Cerati — "La Excepción"
- Bruno Bressa, Chalo Galván e Gerardo Galván — "Monitor" (Volován)
- Panda — "Narcisista por excelencia"
- Gustavo Napoli — "Oscuro Diamante" (La Renga)
- Roberto Musso — "Yendo A La Casa De Damián" (El Cuarteto de Nos)

### Alternativa
Melhor Álbum de Música Alternativa
Aterciopelados — Oye
- Kevin Johansen — Logo
- Kinky — Reina
- Vicentico — Los Pajaros
- Zoé — Memo Rex Commander y el Corazón Atómico de la Vía Láctea

Melhor Canção Alternativa
Manu Chao — "Me Llaman Calle"
- Kevin Johansen — "Anoche Soñé Contigo"
- Héctor Buitrago e Andrea Echeverri — "Complemento" (Aterciopelados)
- Vicentico — "El Arbol de la Plaza"
- León Larregui e Zoé — "No Me Destruyas" (Zoé)

### Tropical
Melhor Álbum de Salsa
El Gran Combo de Puerto Rico — Arroz con Habichuela
- Willy Chirino — 35 Aniversario: En Vivo
- Issac Delgado — En Primera Plana
- Andy Montañez — El Godfather de La Salsa
- Tito Nieves — Canciones Clásicas de Marco Antonio Solís

Melhor Álbum de Merengue
Juan Luis Guerra — La Llave de Mi Corazón
- Elvis Crespo — Regreso el Jefe
- Limi-T 21 — Real Time
- Kinito Mendez — Con Sabor A Mi
- Toño Rosario — A Tu Gusto

Melhor Álbum Cumbia/Vallenato
Jorge Celedón e Jimmy Zambrano — Son...Para El Mundo
- Checo Acosta — Checazos de Carnaval 3
- Binomio de Oro de América — Impredecible
- Alfredo Gutiérrez — El Más Grande con Los Grandes
- Peter Manjarrés and Sergio Luis Rodríguez — El Papá de Los Amores

Melhor Álbum Tropical Contemporâneo
Oscar D'León — Fuzionando
- Albita — Live At The Colony Theater
- Aventura — K.O.B. Live
- Richie Ray & Bobby Cruz — A Lifetime Of Hits... Live At Centro De Bellas Artes, San Juan, Puerto Rico
- Nino Segarra — De Nino A Nino: Homenaje A Nino Bravo

Melhor Álbum Tropical Tradicional
Bobby Cruz — Románticos De Ayer, Hoy y Siempre
- Francisco Cespedes — Con El Permiso de Bola
- Ibrahim Ferrer — Mi Sueño
- La Charanga Cubana — A Comer Chicharrón
- Alfredo Valdés Jr. — De La Habana a Nueva York

Melhor Canção Tropical
Juan Luis Guerra — "La Llave de Mi Corazón"
- Doejo e Juan José Hernández — "Arroz con Habichuela" (El Gran Combo de Puerto Rico)
- Yoel Henriquez e Jorge Luis Piloto — "La Mujer Que Más Te Duele" (Issac Delgado Part. Víctor Manuelle)
- José Gaviria Escobar — "No Te Pido Flores" (Fanny Lú)

### Cantor e compositor
Melhor Álbum de Cantor e Compositor
Caetano Veloso — Cê
- Jorge Drexler — 12 Segundos de Oscuridad
- Amaury Gutiérrez — Pedazos de Mí
- José Luis Perales — Navegando Por Ti
- Silvio Rodríguez — Érase Que Se Era

### Regional mexicano
Melhor Álbum Ranchero
Pepe Aguilar — Enamorado
- Cristian Castro — El Indomable
- Pedro Fernández — Escúchame
- Vicente Fernández — La Tragedia del Vaquero
- Pablo Montero — Que Bonita Es Mi Tierra... y sus Canciones

Melhor Álbum de Banda
Los Horóscopos de Durango — Desatados
- Alacranes Musical — Ahora y Siempre
- Banda Machos — A Pesar De Todo
- Graciela Beltrán — Promesas No
- Valentín Elizalde y su Banda Guasaveña — Lobo Domesticado
- Grupo Montéz de Durango — ¡Agárrese!

Melhor Álbum Grupero
Grupo Bryndis — Sólo Pienso En Ti
- Caballo Dorado — Cabalgando En Las Canciones de Joan Sebastian
- Víctor García — Arráncame
- Los Acosta — Siluetas
- Los Ángeles de Charly — Un Tiempo, Un Estilo, Un Amor

Melhor Álbum Tejano
Los Palominos — Evoluciones
- La Tropa F — Exitos de Combate
- The Legends — Otra Vez Raices
- Joe Lopez e Jimmy González & El Grupo Mazz — Mazz Live Reunion - The Last Dance
- David Marez — Corazón de Oro
- Joe Posada — Despacito

Melhor Álbum Norteño
Michael Salgado — En Vivo
- Conjunto Primavera — El Amor Que Nunca Fue
- Intocable — Crossroads — Cruce De Caminos
- Pesado — Piénsame Un Momento
- Siggno — Capítulo 5

Melhor Canção Regional Mexicana
Freddie Martinez, Sr. — "A Las Escondidas" (Joe Lopez Part. Jimmy González & El Grupo Mazz)
- Edgar Cortazar e Mark Portmann — "¿Cómo Quieres Que Te Olvide?" ([Pedro Fernández)
- Carlos Alberto Agundiz — "Él No Eres Tú" (Los Horóscopos de Durango)
- Teodoro Bello — "La Tragedia del Vaquero" (Vicente Fernández)
- Edgar Cortazar, Adrián Pieragostino and José Luis Terrazas — "Me Duele Escuchar Tu Nombre" (Grupo Montéz de Durango)
- Mauricio L. Arriaga e Eduardo Murguia — "Por Amarte" (Pepe Aguilar)
- Luis "Louie" Padilla — "Por Ella (Poco a Poco)" (Intocable)

### Instrumental
Melhor Álbum Instrumental
Chick Corea e Béla Fleck — The Enchantment
- Ray Barretto — Standards Rican-ditioned
- Ed Calle — In The Zone
- Carlos Franzetti Trio — Live In Buenos Aires
- Hamilton de Holanda Quintet — Brasilianos

### Tradicional
Melhor Álbum Folclórico
Los Gaiteros de San Jacinto — Un Fuego de Sangre Pura
- Los Muñequitos de Matanzas — Tambor De Fuego
- Mariza — Concerto em Lisboa
- Sones de México Ensemble Chicago — Esta Tierra Es Tuya (This Land is Your Land)

Melhor Álbum de Tango
Raul Jaurena — Te Amo Tango
- Luisa Maria Güell — Una
- Orquestra Típica Rodolfo Mederos — Comunidad
- Vayo — Tango Legends

Melhor Álbum de Flamenco
Ojos de Brujo — Techarí
- Calima — Azul
- Juan Carmona — Sinfonia Flamenca
- Miguel Poveda — Tierra De Calma
- Son De La Frontera — Cal

### Jazz
Melhor Álbum de Jazz Latino
Arturo Sandoval — Rumba Palace
- Michel Camilo e Tomatito — Spain Again
- Michel Camilo — Spirit of the Moment
- Paquito D'Rivera Quintet — Funk Tango
- Chucho Valdés — Keys of Latin Jazz

### Cristã
Melhor Álbum Cristão (Língua Espanhola)
Marcos Witt — Alegría
- Blest — Palabras del Alma
- Daniel Calveti — Un Día Más
- Pablo Olivares — Voy A Entregar Mi Corazón
- Pamela — En Español
- Paulina Aguirre — Mujer de Fe
- Rojo — Con el Corazón en la Mano

Melhor Álbum Cristão (Língua Portuguesa)
Aline Barros — Caminho De Milagres
- Padre Juarez de Castro — Deus Está Aqui
- Eyshila — Até Tocar O Céu
- Cristina Mel — Um Novo Tempo
- Robinson Monteiro — Uma Nova História
- Oficina G3 — Oficina Elektracustika G3

### Língua portuguesa
Melhor Álbum Pop Contemporâneo Brasileiro
Lenine — Acústico MTV
- Zeca Baleiro — Baladas do Asfalto & Outros Blues ao Vivo
- Carlinhos Brown — A Gente Ainda Não Sonhou
- Pedro Mariano — Pedro Mariano
- Paulo Ricardo — Prisma
- Ivete Sangalo — Multishow ao Vivo: Ivete no Maracanã
- Skank — Carrossel

Melhor Álbum de Rock Brasileiro
Lobão — Acústico MTV
- Capital Inicial — Eu Nunca Disse Adeus
- CPM 22 — MTV ao Vivo CPM 22
- Mutantes — Ao Vivo — Barbican Theatre, Londres 2006
- NX Zero — NX Zero

Melhor Álbum de Samba/Pagode
Zeca Pagodinho — Acústico MTV 2 Gafieira
- Jorge Aragão — E Aí?
- Beth Carvalho — 40 Anos de Carreira: Ao Vivo no Teatro Municipal Vol. 2
- Martinho da Vila — Do Brasil e do Mundo
- Mart'nália — Mart'nália em Berlim ao Vivo

Melhor Álbum de MPB
Leny Andrade e Cesar Camargo Mariano — Ao Vivo
- Gal Costa — Ao Vivo
- Guinga — Casa de Villa
- Zé Ramalho — Parceria dos Viajantes
- Monica Salmaso — Noites de Gala, Samba na Rua

Melhor Álbum de Música Romântica
Cauby Peixoto — Eternamente Cauby Peixoto: 55 Anos de Carreira
- Bruno & Marrone — Ao Vivo em Goiânia
- Wanderley Cardoso — 40 Años de Sucesso do Bom Rapaz: Ao Vivo
- Zezé Di Camargo & Luciano — Diferente
- Fábio Jr. — Minhas Canções

Melhor Álbum Raízes/Regional Brasileiro
Daniela Mercury — Balé Mulato - Ao Vivo
- Dominguinhos — Conterrâneos
- Margareth Menezes — Brasileira - Ao Vivo
- Sérgio Reis — Tributo a Goiá
- Naná Vasconcelos — Trilhas

Melhor Canção Brasileira
Caetano Veloso — "Não Me Arrependo"
- Miro Almeida, Dória e Duller — "Berimbau Metalizado" (Ivete Sangalo)
- Simone Guimarães e Francis Hime — "Carta á Amiga Poeta" (Simone Guimarães)
- Arnaldo Antunes e Adriana Calcanhotto — "Para Lá" (Arnaldo Antunes)
- Antônio Villeroy — "Rosas" (Ana Carolina)

### Infantil
Melhor Álbum Infantil Latino
Voz Veis — Cómo Se Llega A Belén
- Acalanto — Vida Dde Bebê
- Miguelito — Más Grande Que Tú
- Zé Renato e Convidados — Forró Prás Crianças
- Strings For Kids — El Sueño del Elefante

### Clássico
Melhor Álbum Clássico
John Neschling — Beethoven Abertura Consagração da Casa Sinfonia Nº 6

Montserrat Caballé — La Canción Romántica Española
- Southwest Chamber Music — Carlos Chávez: Complete Chamber Music Volume 4
- Rolando Villazón — Gitano
- Clara Sverner — Mozart Volume 3

### Pacote de Gravação
Melhor Pacote de Gravação
Catalina Díez — Los Vallenatos de Andrés (Vários Artistas)
- Luciano Cury — Mutantes Ao Vivo - Barbican Theatre, Londres 2006 (Mutantes)
- Gringo Cardia — Biograffiti (Rita Lee)
- Andrea Bardasano — Edición Especial (Motel)
- Allan Castañeda and Sandra Masias — Serenata Inkaterra (Jean Pierre Magnet)

### Produção
Melhor Álbum de Engenharia
Allan Leschhorn, Luis Mansilla, Ronnie Torres e Adam Ayan — La Llave de Mi Corazón (Juan Luis Guerra)
- Mario Breuer, Gustavo "Pichon" dal Pont, Javier Garza e Giovanni Versari — A Tu Lado (Juan Fernando Velasco)
- Álvaro Alencar e Ricardo Garcia — Acústico MTV (Lenine)
- Jay Ashby, Jay Dudt e Hollis Greathouse — Especiaria (Flavio Chamis)
- Gil Cerezo, Carlos Chairez, Omar Gongora, Ulises Lozano e Cesar Pliego — Reina (Kinky)

Produtor do Ano
Sebastian Krys
- Benny Faccone
- Carlos Jean
- Cachorro Lopez
- Phil Vinall and Zoé

### Vídeo musical
Melhor Videoclipe Curto
Voz Veis — "Ven A Mi Casa Esta Navidad"
- Calle 13 — "Tango del Pecado"
- Kevin Johansen — "Anoche Soñé Contigo"
- Maná — "Labios Compartidos"
- Orishas — "Hay Un Son"

Melhor Videoclipe Longo
Ricky Martin — MTV Unplugged
- Chico Buarque — A Série
- Andrés Calamaro — Made in Argentina 2005
- Franco De Vita — Mil y Una Historias En Vivo
- Ivete Sangalo — Multishow ao vivo: Ivete no Maracanã

### Prêmios Especiais
Prêmio à Excelência Musical
- Alberto Cortez
- Lucho Gatica
- Olga Guillot
- Os Paralamas do Sucesso
- Los Tigres del Norte
- Chavela Vargas

Prêmios de Curadores
- Joao Araujo
- Leopoldo Federico.
- Fernando Hernández